# Kōkōsei Kazoku
Kōkōsei Kazoku (高校生家族?  lit. Familia de secundaria), también conocida como High School Family en inglés, es una serie de manga japonés escrito e ilustrado por Ryō Nakama. Comenzó su serialización en la revista Shūkan Shōnen Jump de Shūeisha desde el 7 de septiembre de 2020, y hasta el momento ha sido recopilada en siete volúmenes tankōbon.

## Publicación
Kōkōsei Kazoku está escrito e ilustrado por Ryō Nakama. La serie comenzó a publicarse en la revista Shūkan Shōnen Jump de Shūeisha desde el 7 de septiembre de 2020. Shūeisha ha recopilado sus capítulos en volúmenes tankōbon individuales. El primer volumen se lanzó el 4 de febrero de 2021, y hasta el momento han sido lanzados siete volúmenes.
El manga está siendo publicado simultáneamente en inglés por VIZ Media en su servicio Shonen Jump y por la plataforma en línea Manga Plus. VIZ Media también publicará sus volúmenes en formato digital.
| Volúmenes de manga publicados | Volúmenes de manga publicados | Volúmenes de manga publicados |
| Número                        | Fecha de publicación          | ISBN                          |
| ----------------------------- | ----------------------------- | ----------------------------- |
| 1                             | 4 de febrero de 2021          | ISBN 978-4-08-882616-5        |
| 2                             | 4 de junio de 2021            | ISBN 978-4-08-882684-4        |
| 3                             | 3 de septiembre de 2021       | ISBN 978-4-08-882762-9        |
| 4                             | 4 de noviembre de 2021        | ISBN 978-4-08-882869-5        |
| 5                             | 4 de febrero de 2022          | ISBN 978-4-08-883012-4        |
| 6                             | 3 de junio de 2022            | ISBN 978-4-08-883142-8        |
| 7                             | 2 de septiembre de 2022       | ISBN 978-4-08-883226-5        |
| 8                             | 4 de enero de 2023            | ISBN 978-4-08-883424-5        |

## Recepción
La serie fue nominada para el Next Manga Award 2022 en la categoría de manga impreso y se ubicó en el noveno lugar de 50 nominados.